# Ciclo de Juglar
El ciclo de Juglar es un ciclo de inversiones fijas con una duración de entre 7 y 11 años, fue identificado en 1862 por Clement Juglar. Dentro del ciclo de Juglar se puede observar oscilaciones de las inversiones en capital fijo y no sólo los cambios en el nivel de empleo del capital de renta fija (además de cambios respectivos en inventarios), como se observa con respecto a Ciclos de Kitchin. En 2010 el análisis espectral del empleo confirmó la presencia de los ciclos de Juglar en la dinámica de PIB mundial.